# العروس (صنعاء)

تعديل مصدري - تعديل

العروس هي إحدى قرى الجمهورية اليمنية. وهي تتبع جغرافيًا لمحافظة صنعاء. وإداريًا لمديرية بني مطر. يبلغ تعداد سكانها 2380 نسمة حسب الإحصاء الذي جرى عام 2004.